# مقبرة الشهداء الأتراك (صنعاء)
مقبرة الشهداء الأتراك وتعرف باسم النصب التذكاري التركي هي مقبرة لجيش الدولة العثمانية في صنعاء، تقع المقبرة جوار وزارة الدفاع اليمنية التي كانت مقرا للجيش العثماني خلال فترة وجوده في اليمن حتى عام 1918، وتضم المقبرة قبورا لجنود عثمانيين قتلوا في اليمن خلال 400 سنة.

## النصب التذكاري
في 2011 خلال زيارة الرئيس التركي إلى اليمن آنذاك عبد لله غول افتتحت المقبرة بعد تجديدها وبناء نصب تذكاري  بطول يزيد عن 10 أمتار تخليد للجنود الأتراك الذي قتلوا في اليمن خلال فترة الدولة العثمانية، وكتبت أسماء الجنود القتلى في 22 لوحة نحاسية علقت على أسوار المقبرة.

## تدمير النصب
في 2022 تعرضت المقبرة والنصب التذكاري في المقبرة لتدمير جزئي نفذه الحوثيون ردا على زيارة الرئيس الإسرائيلي لتركيا، واتهمت وزارة خارجية الجمهورية التركية عناصر جماعة الحوثي بالاعتداء على النصب التذكاري التركي والمقبرة وأدنت الاعتداء على المقبرة وطالبت بإصلاح الأضرار التي لحقت بالمقبرة والنصب التذكاري، اعترفت جماعة الحوثي بحدوث الاعتداء واعتبرته عملا فرديا.